# Victor Montell
Victor Montell, född 25 september 1886, död 26 oktober 1967, var en dansk skådespelare. Under 1907 började han som teaterskådespelare i Esbjerg.

## Filmografi (urval)
- 1918 – Panopta II
- 1935 – Det gyldne smil
- 1939 – Cirkus
- 1959 – En främling knackar på
- 1960 – Tro, håb og trolddom